# Key (Band)
Key war eine Band in der DDR, welche elektronische Musik machte. Sie wurde 1984 gegründet und existierte bis etwa 1990. Die zwei Bandmitglieder waren Frank Fehse und Andreas Fregin.
Für die Klangerzeugung wurde unter anderem YAMAHA 'DX'-Geräte eingesetzt. Es entstanden musikalisch klassisch angelehnte Titel bis hin zu stilistisch modernen poppigen Titeln. Es gab mehrere Veröffentlichungen vor allem im Fernsehen und Rundfunk der DDR. Das gleichnamige Album Key wurde 1989 über das Plattenlabel Amiga herausgebracht, welches ein Auszug aus ihren bis dahin veröffentlichten Werken enthielt.
Die dort enthaltenen Titel sind: Mikado, Breakout, Con Amore, Abaca, Galaxy, Crockett’s Theme (Coverversion), Solaris, Kein Anschluß, Sunday, Risibisi, Sago, Axel F (Coverversion). Zu den bekanntesten nicht auf der LP veröffentlichten Titel gehören Traumschiff ins Weltall und zwölftausend Meter allein am Meeresgrund, welche vor allem durch ihre harmonischen Komposition und ihrem Gesang unter Einsatz von Vocodern und Harmonizer „spacig“ wirkten.